# Haimar Zubeldia
Haimar Zubeldia Agirre (ur. 1 kwietnia 1977 w Usurbil) – były hiszpański kolarz szosowy, zawodnik profesjonalnej drużyny Trek-Segafredo.

## Kariera sportowa
Od początku swojej profesjonalnej kariery, przez 10 lat związany był z hiszpańską grupą Euskaltel-Euskadi, jednakże w 2009 roku przeszedł do kazachskiej Astany, a następnie do Team RadioShack, która, pod inną nazwą i po fuzji z ekipą Leopard-Trek, była jego drużną do momentu zakończenia kariery w lipcu 2017 roku (ostatnim wyścigiem Hiszpana był baskijski klasyk Clásica de San Sebastián).
Zubeldia dobrze radził sobie w górach. Pięciokrotnie meldował się w pierwszej dziesiątce Tour de France, dwa razy udało mu się to w hiszpańskiej Vuelcie.

## Najważniejsze zwycięstwa i sukcesy
2000
- 1. miejsce w Euskal Bizikleta
  - 1. miejsce na 4b etapie (ITT)
- 2. miejsce w Critérium du Dauphiné Libéré
  -  1. miejsce w klasyfikacji młodzieżowej
- 10. miejsce w Vuelta a España
- 3. miejsce w Trofeo Luis Ocańa

2002
- 4. miejsce w Critérium du Dauphiné Libéré

2003
- 3. miejsce w Vuelta a Murcia
- 5. miejsce w Tour de France

2004
- 3. miejsce w Vuelta a Asturias
- 5. miejsce w Euskal Bizikleta

2005
- 7. miejsce w Clásica de San Sebastián

2006
- 8. miejsce w Tour de France

2007
- 5. miejsce w Tour de France

2008
- 6. miejsce w Volta a Catalunya
- 5. miejsce w Critérium du Dauphiné Libéré
- 9. miejsce w Clásica de San Sebastián

2009
- 3. miejsce w Volta a Catalunya
- 1. miejsce na 4. etapie Tour de France (jazda druż. na czas)

2010
- 4. miejsce w Clásica de San Sebastián
- 1. miejsce w Tour de l’Ain
  - 1. miejsce na prologu
- 4. miejsce w Grand Prix Cycliste de Montréal

2011
- 7. miejsce w Clásica de San Sebastián

2012
- 6. miejsce w Tour de France

2014
- 7. miejsce w Clásica de San Sebastián

## Starty w Wielkich Tourach
| Grand Tour | 2000 | 2001 | 2002 | 2003 | 2004 | 2005 | 2006 | 2007 | 2008 | 2009 | 2010 | 2011 | 2012 | 2013 | 2014 | 2015 | 2016 | 2017 |
| ---------- | ---- | ---- | ---- | ---- | ---- | ---- | ---- | ---- | ---- | ---- | ---- | ---- | ---- | ---- | ---- | ---- | ---- | ---- |
| Giro       | –    | –    | –    | –    | –    | 49   | –    | –    | –    | –    | –    | –    | –    | –    | –    | –    | –    | –    |
| Tour       | –    | 73   | 39   | 5    | DNF  | 15   | 8    | 4    | 44   | 25   | –    | 15   | 6    | 36   | 8    | 59   | 24   | 52   |
| Vuelta     | 10   | 43   | 10   | –    | 40   | –    | 34   | 44   | –    | 14   | –    | 25   | –    | DNF  | DNF  | 23   | 19   | –    |